# Herb gminy Pawłosiów
Herb gminy Pawłosiów – jeden z symboli gminy Pawłosiów, autorstwa Roberta Szydlika, ustanowiony 30 maja 2017.

## Wygląd i symbolika
Herb przedstawia na tarczy w polu błękitnym srebrny Chrystogram IHS z krzyżem łapowym wychodzącym ze środkowej litery pod którą trzy gwoździe srebrne a w podstawie tarczy godło herbu Leliwa, tj. sześciopromienna gwiazda złota nad takimż księżycem.